# Sticherus rubiginosus
Sticherus rubiginosus är en ormbunkeart som först beskrevs av Georg Heinrich Mettenius, och fick sitt nu gällande namn av Takenoshin Nakai. Sticherus rubiginosus ingår i släktet Sticherus och familjen Gleicheniaceae. Inga underarter finns listade.